# Lasiodora dolichosterna
Lasiodora dolichosterna là một loài nhện trong họ Theraphosidae.
Loài này thuộc chi Lasiodora. Lasiodora dolichosterna được Cândido Firmino de Mello-Leitão miêu tả năm 1921.